# Salomon Lubowski
Salomon Lubowski (ur. 1825 w Kietrzu, zm. 15 kwietnia 1889) – żydowski architekt, mistrz murarski i budowniczy działający głównie w Gliwicach. Był członkiem gliwickiego cechu murarzy i cieśli oraz członkiem deputacji budowlanej rady miejskiej.
Do Gliwic przybył w roku 1852, od 24 marca 1853 roku wymieniany jest jako członek Cechu Murarzy i Cieśli w Gliwicach. W 1857 roku został wybrany na sekretarza cechu, a w roku 1859 wszedł w skład komisji egzaminacyjnej. W 1861 roku ożenił się z Idą z Wasservogelów. Mieli razem siedmiu synów oraz córkę Florę, która w późniejszym czasie wyszła za bogatego gliwickiego przemysłowca Oscara Caro.

## Główne dzieła
- Nowa Synagoga w Gliwicach (1859–1861)
- Willa Caro (1882–1885)
- Budynek Urzędu Powiatowego
- Budynek Poczty Głównej
- Willa Perlsa[1]

## Galeria

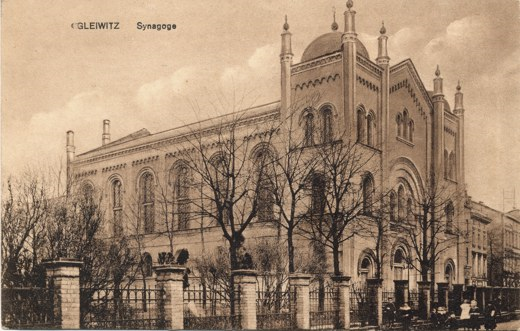
Nowa Synagoga w Gliwicach
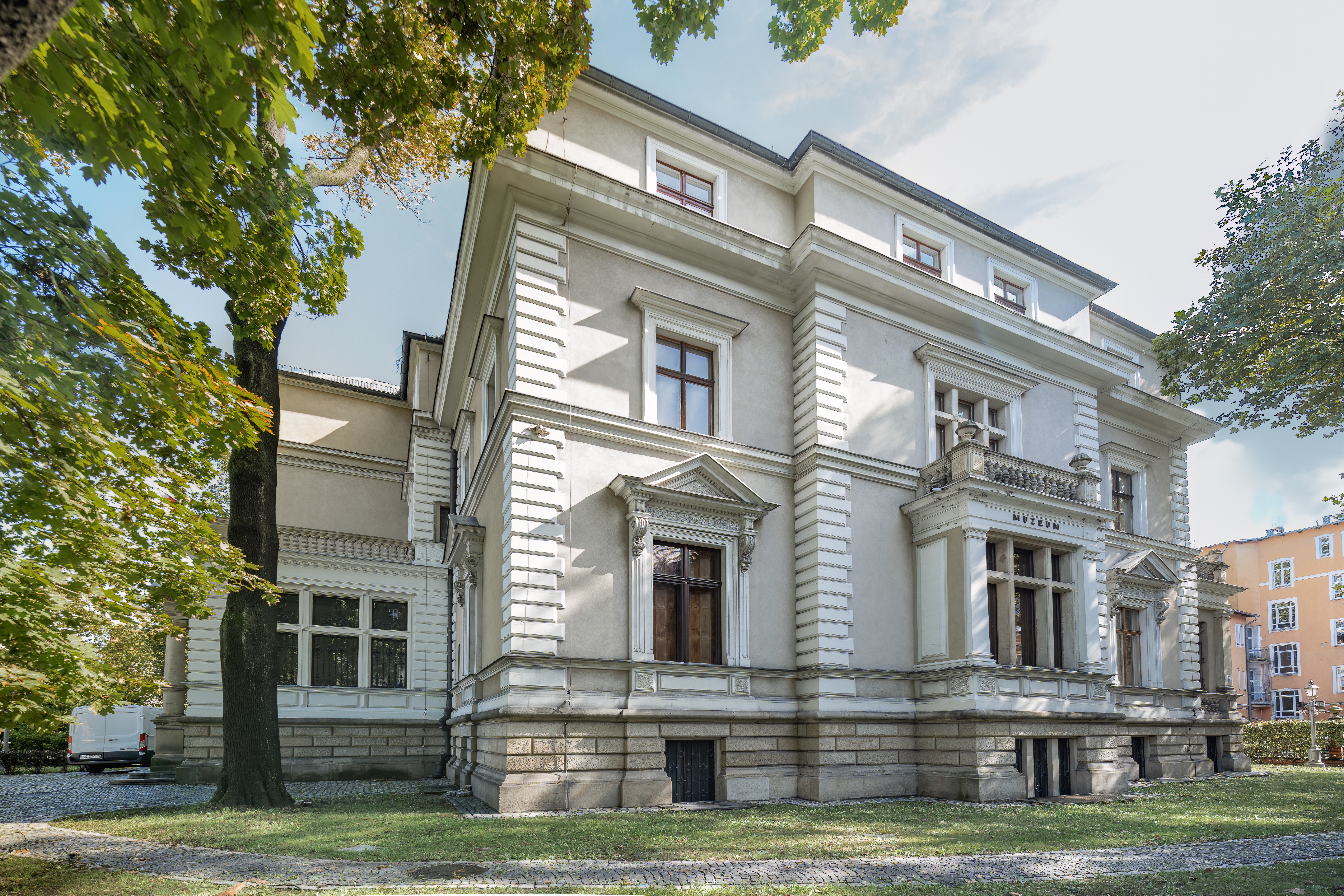
Willa Caro w Gliwicach
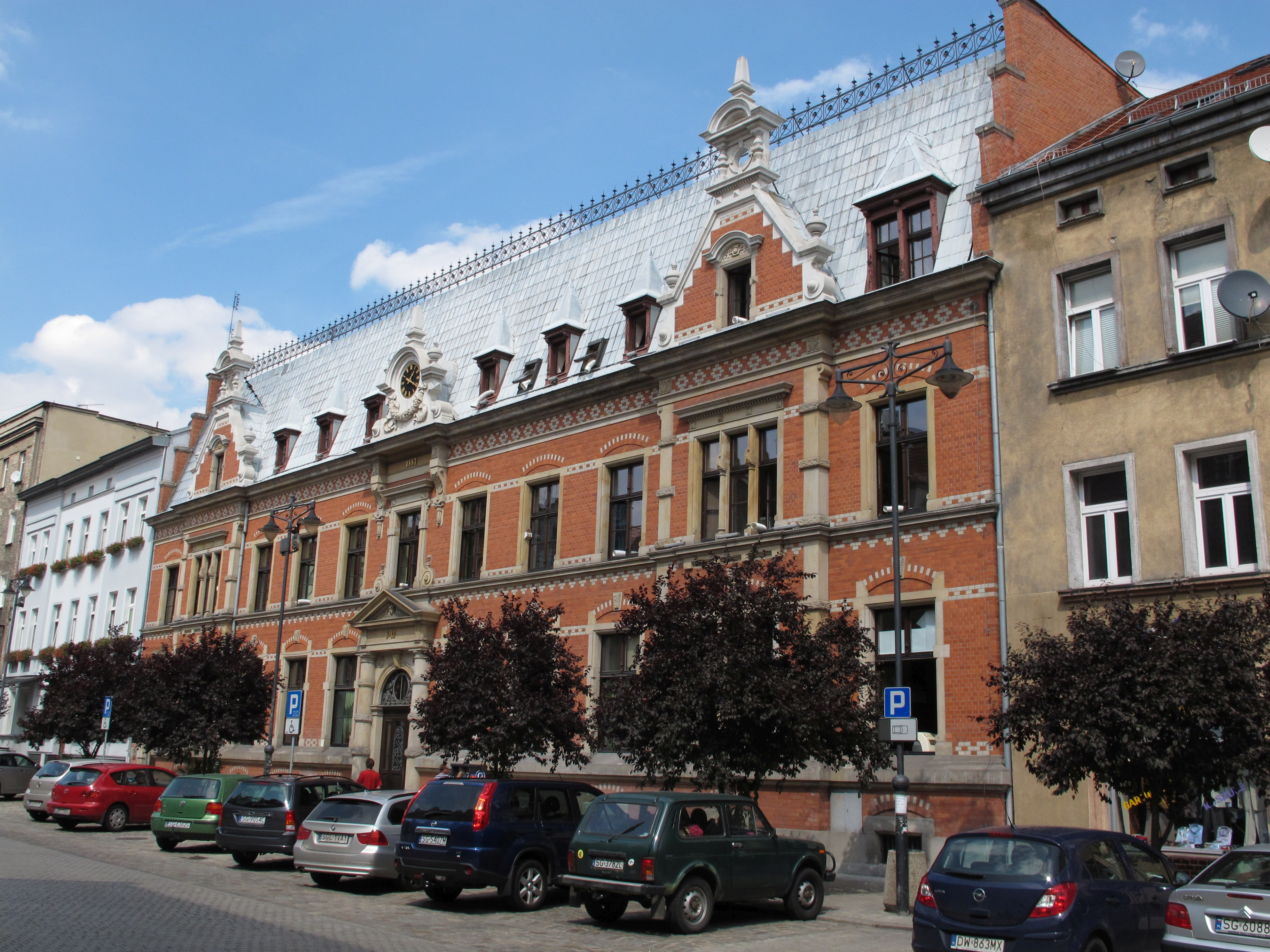
Gmach poczty w Gliwicach